# Ричи, Дон
Дон Ричи (9 июня 1925 года — 13 мая 2012 года) — австралийский страховой агент, который в течение более чем 30 лет отговорил от самоубийства от 164 (официально) до 500 человек. За свою работу в сфере предотвращения самоубийства Ричи неоднократно награждался государственными наградами, в том числе медалями и орденами.

## Биография
Дональд Тейлор Ричи родился в 1925 году в Новом Южном Уэльсе. В 1939 году он вступил в ВМС Австралии и в годы Второй мировой войны служил на судне «HMAS Hobar». Ричи стал свидетелем капитуляции Японии в Токийском заливе 2 сентября 1945 года (это было официальным концом войны). Он вернулся домой в Австралию и стал работать страховым агентом. Он жил в доме у мыса The Gap. Он знал, что этот мыс стал очень популярным местом для совершения самоубийств. Ричи следил за утёсом и, как только видел подозрительных людей, тут же шёл к ним и предлагал зайти в гости на чашечку чая. Вместе со своей женой Мойей он угощал их чаем или кофе и долго с ними разговаривал. Отговорить от самоубийства удавалось не всех. Но многих из них ему удавалось переубедить (некоторые даже просились переночевать в доме у Дона). Некоторые из них впоследствии присылали им с Мойей открытки и письма, в которых благодарили за спасение.
«Невозможно просто так сидеть, видеть их там и ничего не делать», — так объяснял свою позицию Дон Ричи. Дон и его жена Мойя неоднократно получали награды от правительства. Среди этих наград есть и почётная медаль Medal of the Order of Australia, а в 2010 году супруги Ричи стали Гражданами года. В 2011 году Ричи получил почётное звание «Местный австралийский герой». Ещё при жизни Дона Ричи называли «Ангелом-хранителем с проклятого утёса». Он умер 13 мая 2012 года в возрасте 86 лет, оставив жену и троих детей.